# Heather Nova
Heather Nova (Bermudas; 6 de julio de 1967) es una cantautora y poeta bermudeña nacionalizada británica. Su nombre verdadero es Heather Allison Frith.

## Biografía
Nova nació en el territorio británico de ultramar de las Bermudas con el nombre Heather Allison Frith. Sus raíces paternas en la isla se remontan trescientos años atrás, mientras que su madre es de origen canadiense, proveniente de la provincia de Nueva Escocia. La mayor parte de su infancia la pasó navegando con sus padres y sus dos hermanos en un barco de 12 metros, construido por su padre, por el Atlántico y por las islas del Caribe.
De pequeña, Nova comenzó a tocar la guitarra y el violín, y compuso su primera canción a los 12 años. Por aquel entonces su familia se trasladó a Nueva Inglaterra, donde realizó sus estudios escolares. Finalizados éstos en 1983, Nova estudió en la escuela de diseño de Rhode Island, en la especialidad de cinematografía, en la que se graduó en el año 1989. También tomó clases de poesía, y compuso letras y música para sus películas de estudiante. Más adelante abandonó el cine para dedicarse por entero a la canción.
Nova vive en las Bermudas con su marido, el productor musical Felix Tod y con su hijo Sebastian, nacido en 2004.

## Carrera
Después de finalizar sus estudios, Nova vivió durante un corto tiempo en Nueva York, donde intentó en vano interesar a varias empresas discográficos por su música. A continuación fue a vivir a Londres, donde residió durante los siguientes doce años y donde se sintió como en casa, ya que siendo originaria de Bermudas tiene la nacionalidad británica.
En 1990 apareció su primer sencillo, Heather Frith, todavía con su nombre auténtico. Un año más tarde cambió su apellido por "Nova", nombre que eligió por poderse pronunciar fácilmente en cualquier idioma europeo. Su segundo sencillo, Spirit Of You, y después su primer álbum, Glow Stars, aparecieron en 1993 y tuvieron una favorable acogida.
El año siguiente, Nova publicó su segundo álbum, Oyster, considerado probablemente el mejor de los que ha realizado. A lo largo de su carrera, Nova ha compuesto ya más de 100 canciones y es considerada una artista consolidada en el mundo de la música pop anglosajona.
Además de consolidarse en el mundo de la música pop, es conocida por las importantes colaboraciones que ha hecho con uno de los dj's más reconocidos a nivel mundial ATB, al prestar su voz en canciones como lo ha sido Love will find you y Renegade. 
Grandes éxitos como : (London rain) tema que fue incluido en la afamada serie de Dawson's Creek

## Discografía

### Álbumes de estudio
- 1993: Glow Stars
- 1994: Oyster (UK #72)[1]
- 1998: Siren (UK #55)[1]
- 2001: South
- 2003: Storm
- 2005: Redbird
- 2008: The Jasmine Flower
- 2011: 300 Days at Sea
- 2015: The Way It Feels
- 2019: Pearl
- 2022: Other Shores

### Álbumes poéticos
- 2006: The Sorrowjoy

### Álbumes en vivo
- 1993: Blow (live)
- 1995: Live from the Milky Way (live EP)
- 2000: Wonderlust (live)

### Sencillos
| 1994                                                               | "Walk This World"                            | 69 | —  | 91 | 28 | 19 | 13 | —  | Oyster                                |
| 1995                                                               | "Maybe an Angel"                             | 91 | —  | —  | —  | —  | —  | —  | Oyster                                |
| 1996                                                               | "Truth and Bone"                             | —  | —  | —  | —  | —  | —  | —  | Oyster                                |
| 1998                                                               | "London Rain (Nothing Heals Me Like You Do)" | 87 | —  | —  | —  | —  | —  | 31 | Siren                                 |
| 1999                                                               | "Heart & Shoulder"                           | 76 | —  | —  | —  | —  | —  | —  | Siren                                 |
| 1999                                                               | "I'm the Girl"                               | —  | —  | —  | —  | —  | —  | —  | Siren                                 |
| 1999                                                               | "Gloomy Sunday"                              | —  | —  | —  | —  | —  | —  | —  | Ein Lied von Liebe und Tod Soundtrack |
| 2001                                                               | "I'm No Angel"                               | 89 | 94 | 92 | —  | —  | —  | —  | South                                 |
| 2002                                                               | "Virus of the Mind"                          | —  | 84 | —  | —  | —  | —  | —  | South                                 |
| 2002                                                               | "Someone New" (con Eskobar)                  | —  | 88 | —  | —  | —  | —  | —  | There's Only Now (de Eskobar)         |
| 2003                                                               | "River of Life"                              | —  | —  | 89 | —  | —  | —  | —  | Storm                                 |
| 2007                                                               | "Renegade" (con ATB)                         | —  | —  | 38 | —  | —  | —  | —  | Trilogy (de ATB)                      |
| "—" denota que no entró en ese chart o no fue lanzado en ese país. |                                              |    |    |    |    |    |    |    |                                       |

### EP
- 1990: Heather Frith
- 1993: Spirit in You
- 1995: Live from the Milky Way
- 1997: The First Recording (1990 Heather Frith reissue)
- 2005: Together as One
- 2011: Higher Ground

### DVD
- 2004: Live at the Union Chapel